# Microdon aureomagnificus
Microdon aureomagnificus är en tvåvingeart som beskrevs av Hull 1944. Microdon aureomagnificus ingår i släktet myrblomflugor, och familjen blomflugor.
Artens utbredningsområde är Kongo. Inga underarter finns listade i Catalogue of Life.